# پدرو ژاویر
پدرو ژاویر (انگلیسی: Pedro Xavier؛ زادهٔ ۲۶ ژانویهٔ ۱۹۶۲) بازیکن فوتبال اهل موزامبیک است.
از باشگاه‌هایی که در آن بازی کرده‌است می‌توان به باشگاه چین جنوبی، باشگاه ورزشی اشتوریل پرایا، باشگاه فوتبال استرلا دا آمادورا، باشگاه فوتبال باریرنسه، و باشگاه فوتبال آکادمیکا اشاره کرد.
وی همچنین در تیم‌های ملی فوتبال زیر ۲۱ سال پرتغال و پرتغال بازی کرده‌است.

## زندگی شخصی
برادر دوقلوی وی کارلوس ژاویر نیز بازیکن فوتبال بود.